# Ukai (Nō)

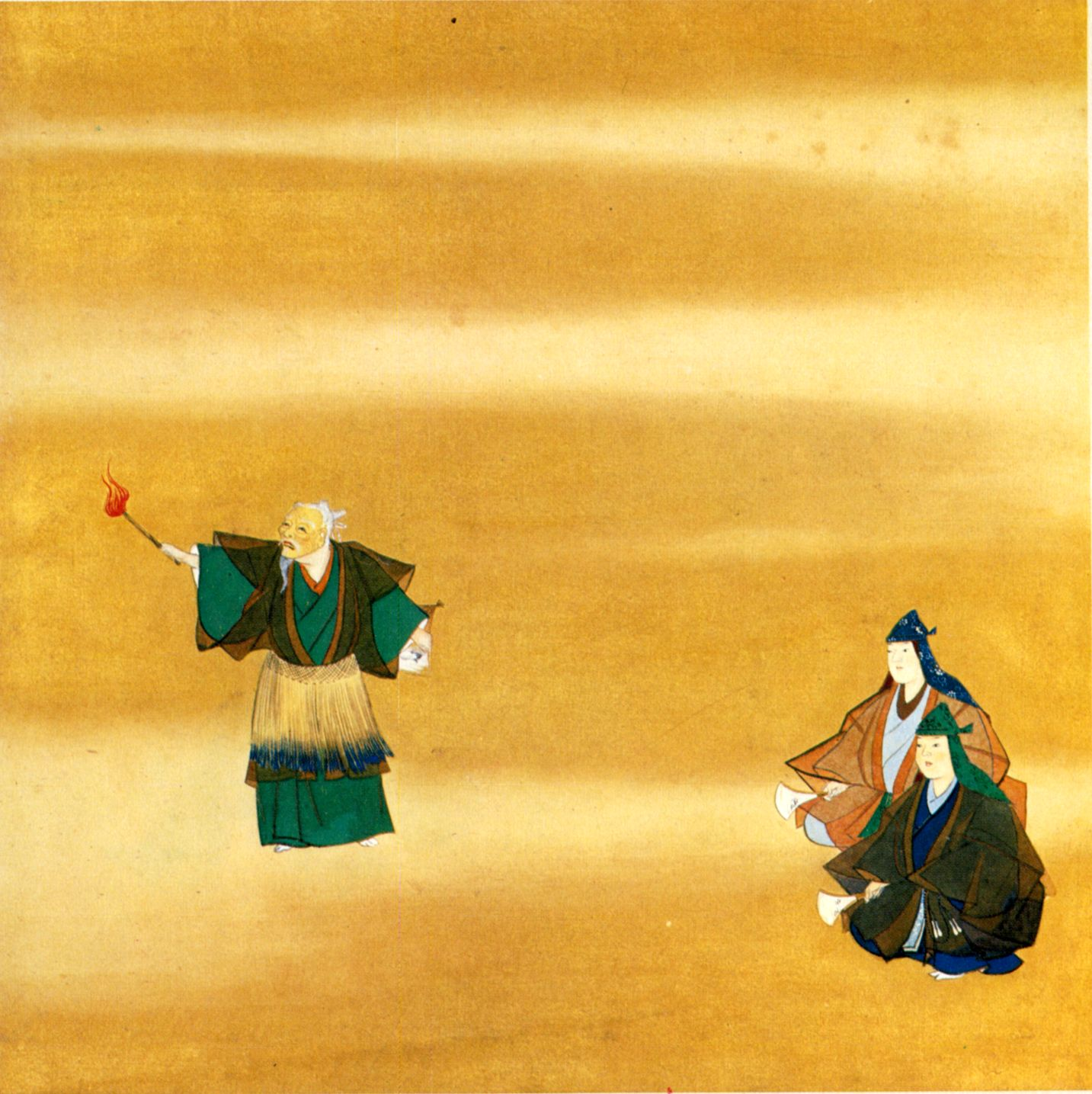
Szene aus „Kormoranfischer“

Ukai (japanisch 鵜飼), Der Kormoranfischer, ist der Titel eines Nō-Dramas, bearbeitet von Zeami. Das Stück ist im Rahmen der Nō-Kategorie ein Fünftspiel. 

## Vorbemerkung
Fischen mit Kormoranen auf Flüssen ist seit dem Altertum in Japan überliefert. Gefischt wird in mondlosen Nächten bei Fackelschein, wobei der Fischer im Bug des Bootes steht und bis zu zwölf Kormorane an der Leine hält. Sie tragen Halsringe, damit sie die Fische, die sie fangen, nicht herunterschlucken können. Diese werden ihnen dann vom Fischer abgenommen. Heute findet das Fischen mit Kormoranen noch statt am Nagara in der Präfektur Gifu und am Fuefuki-Fluss in Isawa.
Im Buddhismus ist in strenger Auslegung das Töten von Lebewesen verboten.
Es treten auf:
- Waki: Ein Wandermönch
- Wakizure: Ein zweiter Mönch
- Shite I: Der Kormoranfischer
- Shite II: Der Höllenkönig

## Handlung
1. Akt
  1. Vorspiel: Mit Namensnennung tritt der wandernde Mönch mit  einem begleitenden Mönch auf. Sie kommen aus der Provinz Awa und sind auf dem Weg in die Provinz Kai. Ankunft in Isawa, Obdach an dem Tempel dort. – (Bei Bohner: Intermezzo: Gespräch des Mönchs mit einem Mann aus Isawa.)
  2. Ein Fischer tritt auf. Erstgesang: „Wenn des Fischers Fackel …“ „Wahrlich in der Welt ..“ „Wenn des Bootes Fackellicht erloschen …“
  3. Gespräch zwischen Priester und Fischer: „Wir sind die Pilgermönche …“ Erzählung des Fischers über den verübten Frevel und den unglücklichen Untergang. „Du musst wissen …“
  4. Wechselrede (Darstellung des Kormoranfischers.) Chor: „Sieh‘ die Beiden, sieh‘ sie im hellen Licht der Fackel …“ Der Fischer geht ab.
  5. Zwischenspiel
2. Akt
  1. Wartegesang des Priesters. Bei schneller Flöte tritt der Höllenkönig auf. „… Jener Mann fischte von Jugend in den Flüssen und Strömen und häufte so Sünde auf Sünde … doch da er für eine Nacht einem Mönch Obdach gewährte, muss ich ihn nun schnell in das Reich der Seligkeiten bringen …“ Wechselrede mit dem Chor. Der Schlusschor endet: „… Wahrlich, die Lehre Buddhas ist die Hoffnung aller Wesen, aller Wesen Hoffnung ist sie.“